# Hulevník

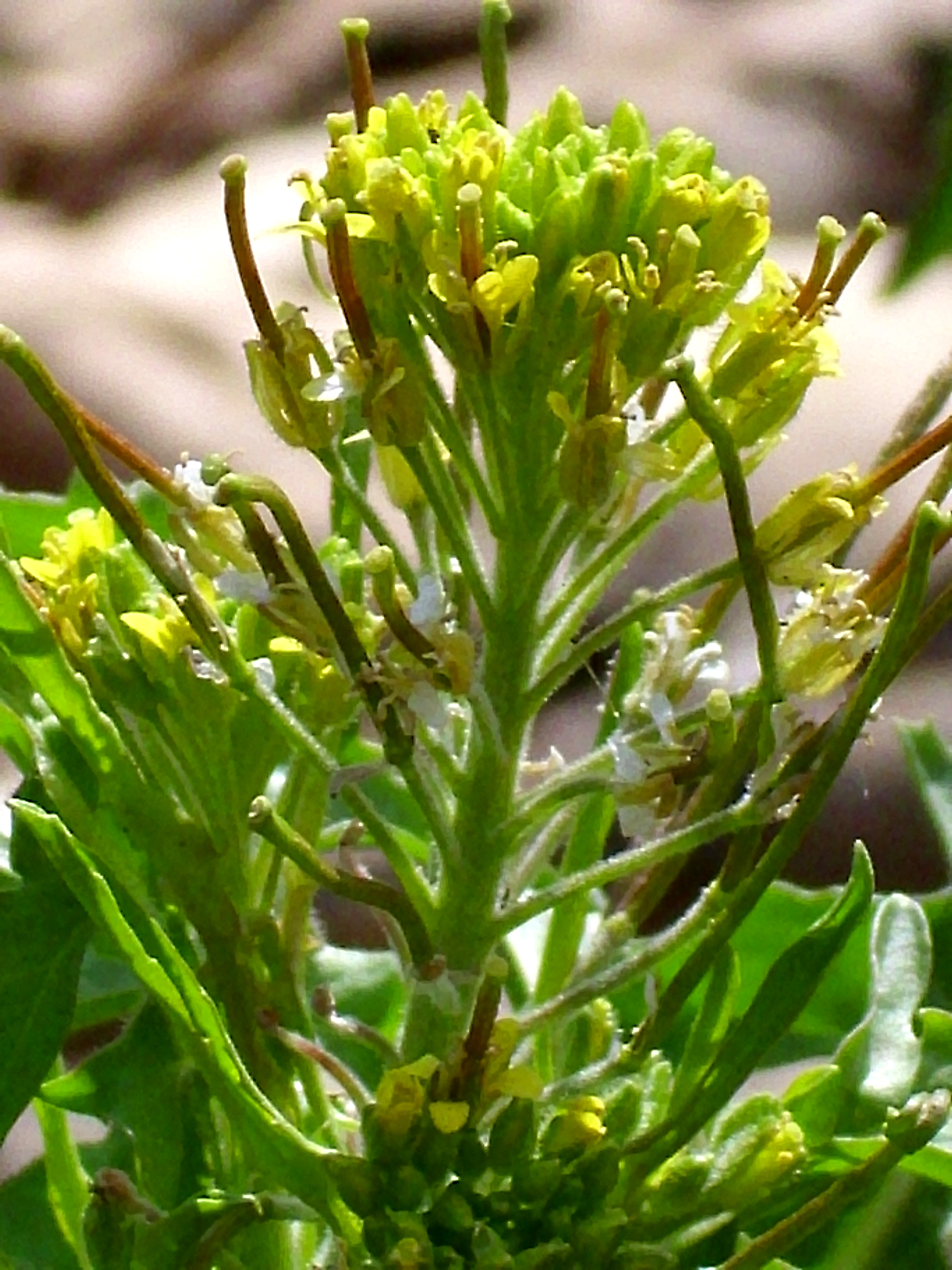
Zrající šešule a současně nerozvité květy hulevníku drobnokvětého

Hulevník (Sisymbrium) je rod plevelných bylin z čeledě brukvovitých.

## Výskyt
Jsou to rostliny pocházející z Blízkého východu nebo Mediterránu, v současnosti jsou již rozšířeny celosvětově, byly zavlečeny do mírného pásma obou polokoulí. Do České republiky se dostaly koncem středověku. Rostou na obdělávaných zemědělských pozemcích i v neudržovaném okolí lidských sídlišť.

## Popis
Hulevník je jednoletá nebo dvouletá rostlina s kulatou, lysou nebo řídce chlupatou rozvětvenou lodyhou dorůstající do výše až 90 cm. Listy v přízemní růžici se řapíky jsou jednoduché, celistvé nebo různě zpeřené. Lodyžní listy mají krátké řapíky nebo jsou přisedlé, tvary mají obdobné jako listy spodní v růžici, jsou dlouhé 7,5 až 20 cm a 2,5 až 7,5 cm široké. Koncové úkrojky listů jsou výrazně větší.
Klasovitá květenství s malými oboupohlavnými čtyřčetnými květy se postupně prodlužují při dozrávání plodů. Vztyčené kališní lístky jsou vejčité nebo podlouhlé, střídají se s korunními. Korunní lístky jsou barvy žluté, bílé, růžové nebo fialové, obvejčité, lopatkovité, podlouhlé a tupým vrcholem často zakončeným špičkou. V květu je 6 výhradně plodných čtyřmocných tyčinek ve dvou přeslenech s často se srostlými nitkami v květním lůžku a s podlouhlými prašníky pukajícími v podélných štěrbinách. Gyneceum je sestaveno ze dvou plodolistů. V semeníku druhotně děleném blanitou přepážkou bývá 6 až 160 vajíček. Čnělka mívá jedno nebo dvoulaločnou bliznu. Placentace je nástěnná.
Plody jsou na hrubých stopkách vyrůstající pukající šešule, válcovité, kopinaté, šídlovité nebo táhle kuželovité. Semena jsou bezkřídlá, podlouhlá, vejčitá i oblá, se síťovaným osemením, některá při styku s vodou slizovatí.

## Význam
V mnoha zemědělských oblastech je hulevník hodnocen jako plevelná rostlina, nevyskytuje se však hojně a nepůsobí při řádném zpracovávání půdy velké škody. Zřídkakdy jsou některé druhy používány v lidovém léčitelství na chrapot, kašel a astma, jako diuretikum a proti dyskarzii. Semena obsahují zapáchající hořčičný olej.

## Taxonomie
Rod hulevník je rozčleněn asi do 40 druhů, v ČR roste těchto 9:
- hulevník drobnokvětý (Sisymbrium irio)
- hulevník lékařský (Sisymbrium officinale)
- hulevník Loeselův (Sisymbrium loeselii)
- hulevník mnohotvarý (Sisymbrium polymorphum)
- hulevník nejtužší (Sisymbrium strictissimum )
- hulevník povolžský (Sisymbrium volgense)
- hulevník rakouský (Sisymbrium austriacum)
- hulevník východní (Sisymbrium orientale)
- hulevník vysoký (Sisymbrium altissimum)

Mimo druhy výše uvedené se v Evropě dále vyskytují:
- Sisymbrium arundanum
- Sisymbrium assoanum
- Sisymbrium cavanillesianum
- Sisymbrium confertum
- Sisymbrium crassifolium
- Sisymbrium erysimoides
- Sisymbrium laxiflorum
- Sisymbrium polyceratium
- Sisymbrium runcinatum
- Sisymbrium supinum

## Ohrožení
Hulevník východní je podle Černého a červeného seznamu cévnatých rostlin ČR zařazen mezi druhy silně ohrožené C2, tj. zranitelné.